# Europese kampioenschappen powerlifting 1992 (heren)
De Europese kampioenschappen powerlifting 1992 voor heren waren door de European Powerlifting Federation (EPF) georganiseerde kampioenschappen voor powerlifters. De 15e editie van de Europese kampioenschappen vond plaats in het Deense Horsens van 2 tot en met 4 mei 1992.

## Uitslagen
| klasse   | Goud             | Zilver               | Brons             |
| -------- | ---------------- | -------------------- | ----------------- |
| -52 kg   | Sergey Zhuravlev | John Clay            | Andrzej Stanaszek |
| -56 kg   | Wim Elyn         | Magnus Carlsson      | Klemen Jaschinski |
| -60 kg   | Gennadiy Chetin  | Gerard Tromp         | Anton Mihok       |
| -67,5 kg | Rodney Hypolite  | Jan Wilczyński       | Jussi Huhtanen    |
| -75 kg   | Jarmo Laine      | Kári Elíson Catzilla | Grigory Dernov    |
| -82,5 kg | Jarmo Virtanen   | Valerij Kraus        | Roman Szymkowiak  |
| -90 kg   | Damiano Crocitto | Fedor Tosunidi       | Valeriy Kuznetsov |
| -100 kg  | Rauno Rinne      | Henning Hijman       | Børge Øvrebø      |
| -110 kg  | Andrey Mustrikov | Leopold Krendl       | George Olesen     |
| -125 kg  | Victor Naleykin  | Karl Saliger         | Detlef Glohmann   |
| +125 kg  | Kaj Lindström    | Hans Zerhoch         | Peter Anker       |